# 澳大利亚外交
澳大利亚的外交关系主要受經濟貿易和人道主義影響。澳大利亚的外交政策以对多边主义和区域主义的承诺以及与其盟友建立牢固的双边关系为指导。主要关注点包括自由贸易、恐怖主义、难民、与亚洲的经济合作以及印度太平洋地区的稳定。澳大利亚积极参与联合国和英联邦事务。鉴于其发起和支持重要区域和全球倡议的历史，它被描述为卓越的区域中等强国。

## 历史

### 二战前
1901年1月1日，经过十年的规划、制宪会议和全民公决，各殖民地终于实现了联邦制，澳大利亚联邦按照新的澳大利亚宪法正式成立。虽然澳大利亚已经建国，但此时的澳洲是英国的自治领，由英国政府处理澳大利亚大多数外交政策。此时澳洲主要的外交对象是英国和其他的英国自治领和殖民地。1914年，澳大利亚加入同盟国，参加了第一次世界大战，并参加了西线的许多重大战役。
1929年大萧条后，澳洲经济受到严重影响，因此澳洲自1930年代起开始增加与其他国家和地区的交流。由于日本在亚太的扩张行为愈演愈烈，澳大利亚感受到威胁，因此与美国的互动逐渐频繁。1941年珍珠港事件后，澳洲坚定地支持美国，因此加入了盟军一方。盟国间的经济交流频繁，因此自1941年起，美国成为澳大利亚重要的盟友和贸易伙伴。第二次世界大战期间及战后，随着大英帝国向英联邦演变，澳大利亚逐步承担起全面管理与其他国家的外交关系的责任。1944年，澳大利亚与新西兰就太平洋地区独立领土的人民安全、福利和发展签订澳大利亚-新西兰协议。

### 二战后
澳大利亚是联合国和南太平洋委员会（1947年）的创始成員之一。1950年提出协助亚洲发展中国家的科伦坡计划。澳大利亚在日本的远东委员会中发挥了作用，并在印度尼西亚反抗荷兰的起义（1945-1949年）期间支持印度尼西亚独立。在朝鲜战争中，澳大利亚是继美国之后第二个宣布为联合国軍提供武装的国家。1948年至1960年间，澳大利亚也委派军队协助打击马来亚的共產党武裝，后来又在1963年至1965年派遣部队抵抗印尼支持的对沙捞越的入侵。
而自1970年代起，因應與鄰近國家的海洋爭議，澳洲逐步與巴布亞新幾內亞及印尼進行相關談判，並分別於1978年及1989年簽訂《托雷斯海峽條約》及《帝汶缺口條約》。至此，澳洲與鄰國的海界大致劃定。70年代澳洲也大力支持美国在越南的军事行动，因此引发了国内的反战活动。澳大利亚一直积极参与五眼联盟、澳大利亚-新西兰-英国协议和五国防御安排——与英国和新西兰相继达成的确保新加坡和马来西亚安全的安排。

### 冷战后
冷战结束后，澳大利亚仍然是联合国维和行动和其他多边安全行动的重要贡献者，并经常与美国结盟。值得注意的是，它参加了海湾战争（1991年）、阿富汗战争（2001-2021年）、 伊拉克战争（2003-2011年和2013-2017年）。1999年，在东帝汶公投脱离印尼后，澳大利亚维和部队在该国进行了武装干预。2006年，澳大利亚派遣了一支部队前往该国协助解决2006年东帝汶危机。 澳大利亚最近还在其邻国其他地区领导了安全援助、维和和警务任务，包括所罗门群岛、巴布亚新几内亚和汤加。
21世纪，由于中国经济高速发展带来的矿产资源需求，澳洲和中国之间的贸易规模迅速增加，中国成为澳大利亚的最大贸易伙伴，并建立了广泛的官方和民间联系。21世纪的头15年，澳大利亚与美国和中国都保持着特殊关系，这种关系一方面表现为澳洲上下各界对中国人权、体制的批评，另一方面表现为澳洲欢迎中国资金和企业参与矿业、房地产乃至基础设施的建设。但自2017年以来，由于澳大利亚对中国共产党总书记习近平领导下的政策和行动的批评，中澳关系急剧恶化。这强烈影响了澳大利亚近期的双边和多边交往，如与太平洋岛国的“太平洋升级”计划、与一些地区国家发展全面战略伙伴关系，以及旨在制衡中国在印度-太平洋地区主导地位的联盟。自2017年以来，现有的安全合作得到了加强，包括印度、日本和美国重启的四边安全对话、2021年与美国和英国建立的AUKUS（奥库斯，澳、英、美的缩写）安全伙伴关系以及 2022 年澳大利亚-日本互惠准入协议，该协议旨在加强澳大利亚和日本在国防和人道主义行动方面的合作。

与澳大利亚建交的国家

澳大利亚与美国及其盟友的关系十分紧密，由于是英国四大发达殖民地国家（美加澳新）之一，澳洲与另外三个国家的关系十分特殊且密切。其中澳新之间有特殊的关系，澳美之间是盟国关系。

## 国际组织、条约及协议
作为《联合国宪章》的起草方之一，澳大利亚为联合国及其特殊机构给予支持。1986年至1987年间，澳大利亚是联合国安全理事会一员；1986年至1989年，澳大利亚是联合国经济及社会理事会一员；1994年至1996年间，澳大利亚出任联合国人权委员会一员。澳大利亚还在联合国其他活动中承担重要的责任，包括维护和平、裁军协商以及麻醉品管制。
2021年4月21日，澳洲政府以不符合外交政策為由，取消維多利亞州和中國簽署的「一帶一路」合作協議。

### 安全条约
澳大利亚是太平洋安全保障條約的一员。
澳洲為五眼聯盟成員。

## 贸易
总体上说，澳大利亚最大的贸易伙伴包括美国、韩国、日本、中国和英国。

### 军备
为增强其外交政策，澳大利亚有良好的武装部队。据斯德哥尔摩国际和平研究所（SIPRI）数据，澳大利亚是全球第四大主要武器进口国，其中美国提供60%，西班牙提供29%。

## 外交使团

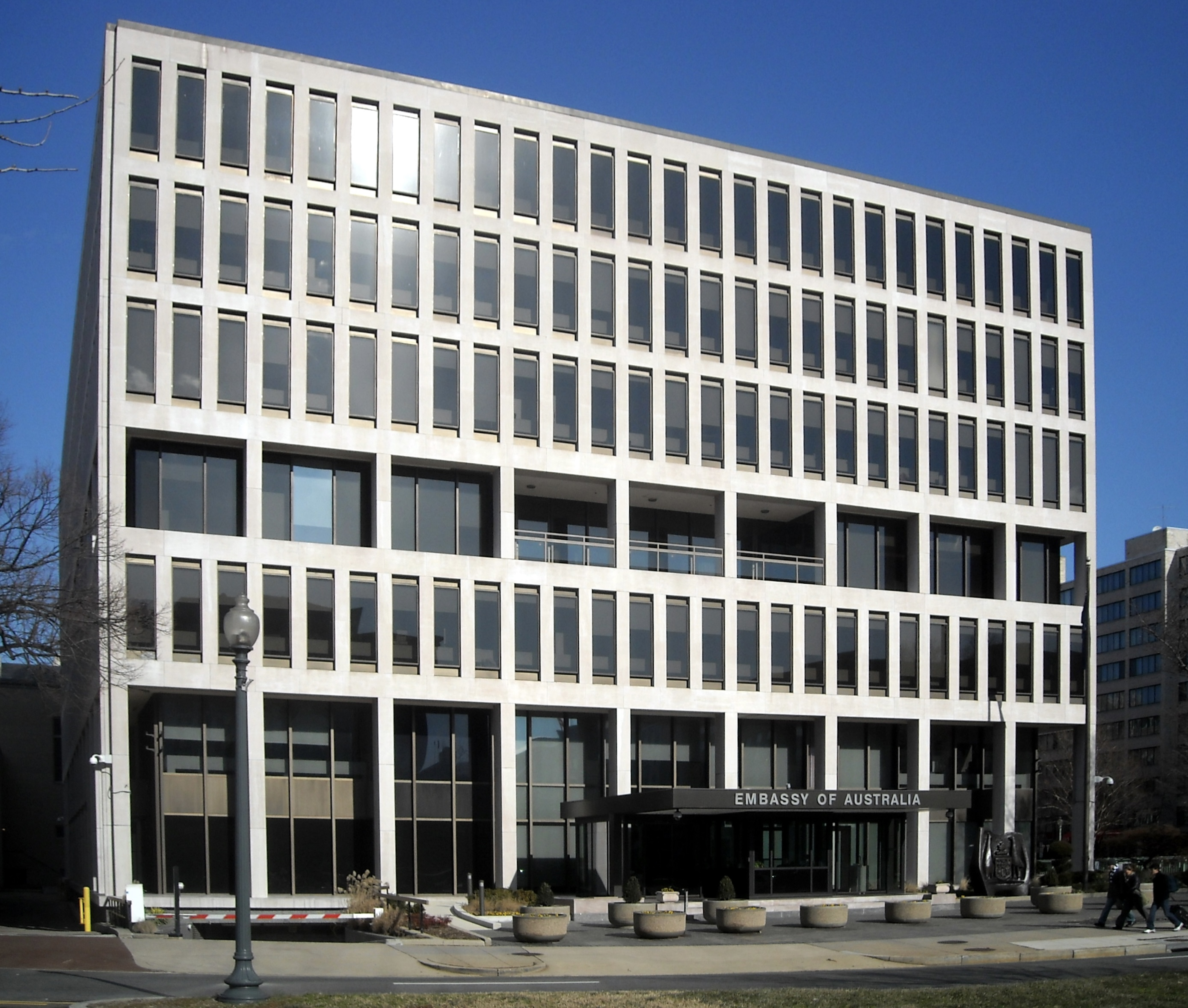
澳大利亚驻美国大使馆

澳大利亚在全球110余个国家和地区设有外交代表機構，包括大使馆、高级专员公署和领事馆。
因为一个中国政策，澳大利亚驻台灣台北的“澳大利亚商工办事处”，和其他澳大利亚领事馆的功能相似，唯独名称不同，自2012年起被正式更名为「驻台北澳大利亚办事处」。

## 爭議事件

### 澳洲总理辱國事件
2019年8月斐济总理在公開國際媒體發言，表示在第50届太平洋岛国论坛领导人会议上，澳大利亚总理斯科特·莫里森公開侮辱眾多小國，以「外交禮儀上少見的姿態」發言，姆拜尼马拉马在会议结束后立即聯絡英國《卫报》執行专访，事件全貌是該會議大约持续12小时，結局是澳洲拒絕在全球暖化问题上做出让步而破裂，而整個會議過程中澳洲以高高在上姿態教訓眾多太平洋小國，並多次報讀澳洲援助了各小國多少錢，多國認為他發言內容用詞「极具侮辱性」。
瓦努阿图外交部长拉尔夫·雷根瓦努（Ralph Regenvanu）透漏會議上澳洲提出三點要求
- 太平洋地区领导人必须删除煤炭有害的談話内容
- 删除在会议公报和气候变化声明中提到将全球变暖控制在1.5摄氏度以内
- 刪除2050年实现零排放的计划

他認為眾多小國領袖已經發現，莫里森的谈判方式就是使用高压手段，这位澳总理试图迫使其他领导人都同意澳大利亚的观点，非常无礼，非常傲慢。姆拜尼马拉马说，“我原以为莫里森是我的好朋友，所以主動要他來參會，但显然他不是。”隨即話鋒轉向表示“中国从来不侮辱太平洋岛国。说得好像澳大利亚和中国在竞争一样。中国人除了不侮辱我们之外，也没有在竞争什麼，他們都是好人。從不會公開大朗誦告诉全世界，说自己给了那些太平洋国家多少钱。”甚至專訪結尾表示从很早以前就是澳洲小袋鼠队球迷，但從此要改變看球時的支持對象。

## 註解
1. ↑  2002年由《帝汶海條約》取代[5]，再於2018年被永久性質的《帝汶海邊界條約》取代

## 延伸閱讀
- Abbondanza, Gabriele. The Geopolitics of Australia in the New Millennium: the Asia-Pacific Context (Aracne, 2013)
- Beeson, Mark. "Issues in Australian Foreign Policy," The Australian Journal of Politics and History (2002) 48#2 online （页面存档备份，存于）
- Bisley, Nick. "Issues in Australian Foreign Policy: July to December 2011," Australian Journal of Politics & History  (2012) 58#2 pp 268–82 DOI: 10.1111/j.1467-8497.2012.01636.x
- Chieocharnpraphan, Thosaphon. Australian Foreign Policy under the Howard Government: Australia as a Middle Power? (2011)
- Curley, Melissa, and Dane Moores. "Issues in Australian Foreign Policy, January to June 2011," Australian Journal of Politics & History  (2011) 57#4 pp 597–613 DOI: 10.1111/j.1467-8497.2011.01617.x
- Fels, Enrico. Shifting Power in Asia-Pacific? The Rise of China, Sino-US Competition and Regional Middle Power Allegiance. (Springer, 2017), pp. 365–436.
- Firth, Stewart. Australia in International Politics: An Introduction to Australian Foreign Policy (3rd ed. 2011) online 2005 edition （页面存档备份，存于）
- Gyngell; Allan, and Michael Wesley.  Making Australian Foreign Policy (Cambridge University Press, 2003) online （页面存档备份，存于）
- Hundt, David. "Issues in Australian Foreign Policy: July to December 2010," Australian Journal of Politics & History (2011) DOI: 10.1111/j.1467-8497.2011.01597.x
- Ungerer, Carl. "The 'middle power' concept in Australian foreign policy." Australian Journal of Politics & History 53.4 (2007): 538–551.